# Henri Lopez
Pour les articles homonymes, voir Lopez.
Henri Lopez, né le 18 octobre 1940 à Marseille, est un footballeur français. Il évoluait au poste de défenseur.

## Biographie
Avec l'Olympique de Marseille, il dispute 42 matchs en Division 1 et 43 matchs en Division 2. Avec l'AC Ajaccio, il joue 24 rencontres en D1.

## Palmarès
- Vice-champion de France de D2 en 1966 avec l'Olympique de Marseille